# Raffaello Locatelli

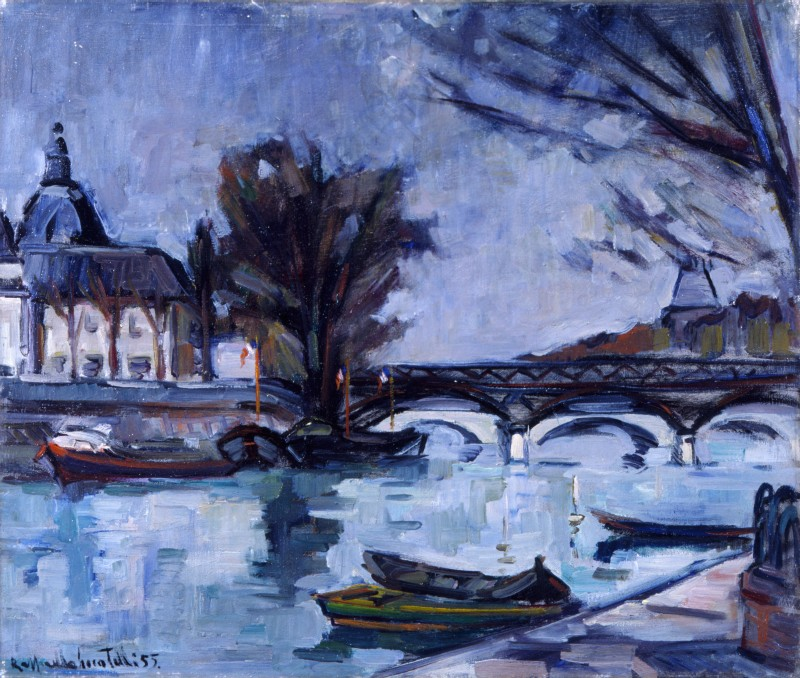
Artgate Fondazione Cariplo - Locatelli Raffaello, Parigi - Pont des Arts

Raffaello Locatelli (Bergamo, 1915 – Bergamo, 1984) è stato un pittore italiano.

## Biografia
Nacque il 9 dicembre 1915 da una famiglia di pittori e affrescatori. Di dieci anni più giovane del noto fratello Romualdo, Raffaello impara presto dal padre Luigi l'arte del disegno.
Si forma prima alla Scuola Fantoni quindi all'Accademia Carrara di Bergamo. Presente alle edizioni del Premio Bergamo sin dal 1939, ottiene uno dei primi riconoscimenti ufficiali nel 1946 alla 'I Mostra nazionale d'Arte Sacra', ex aequo con Aligi Sassu; in seguito la sua attività ottiene diversi riconoscimenti: il 'Premio Presidenza della Repubblica' e il 'Premio Michetti' nel 1950, il primo premio al Premio Famiglia Artistica (Milano 1959), il primo premio al Concorso Nazionale Necchi nel 1960.
Nel 1956 assieme agli artisti Mario Cornali, Egidio Lazzarini, Trento Longaretti, Erminio Maffioletti, Giuseppe Milesi, Rinaldo Pigola, Luigi Scarpanti ed Alberto Vitali  è uno dei fondatori del Gruppo Bergamo, gruppo al quale si unirà quasi subito anche il cugino Orfeo Locatelli.
In Francia si avvicina all'Impressionismo e a questo stile si lega la sua pittura.
Opere di Raffaello Locatelli si trovano in collezioni private in Italia, Francia, Danimarca, Belgio, Svizzera, Messico. Una sua opera è esposta nella Collezione del Presidente Sukarno a Jakarta, Indonesia.
Sul Notiziario d'Arte di Roma, Nino Martini nel 1953 ha scritto: «Il pittore Raffaello Locatelli è uno dei più quotati artisti di Bergamo, non tanto per la costante partecipazione alle più importanti manifestazioni d'arte succedutesi in questi ultimi anni o per gli importanti premi conseguiti, ma perché per emergere non ha avuto bisogno di sventolare la bandiera di qualche nuovo credo artistico, né farsi scudo come tanti della tradizione [...] .»